# پیاجیو پی.۱۴۸
پیاجیو پی. ۱۴۸ (به انگلیسی: Piaggio_P.148) یک هواگرد ملخ‌پیشین تک‌موتوره از نوع آکروبات دو سرنشینه ساخت شرکت Piaggio Aero است. هواگرد پیاجیو پی. ۱۴۸ نخستین پروازش را در ۱۲ فوریه ۱۹۵۱ میلادی انجام داد. در مجموع، تعداد ۱۰۰+ فروند از این هواگرد ساخته شده‌است.